# David Redding
Pour les articles homonymes, voir Redding.
David « Dave » Redding est le Team Manager de l'écurie de Formule 1 Williams F1 Team.

## Biographie
Initialement formé comme mécanicien, il est diplômé au Reading Technical College, avec un HND (Higher National Diploma) en ingénierie automobile. Il rejoint ensuite les rangs de Porsche UK, pour travailler au département des transmissions du constructeur allemand. Ce poste le prépara pour intégrer la Formule 1, ce qu'il fit chez Benetton Formula en 1988. Il était alors au département de la boîte de vitesses.
De ce poste, il fut promu à l'équipe d'essai, puis à l'équipe de course, où il devient le chef-mécanicien des pilotes, tels que Alessandro Nannini, Martin Brundle, JJ Lehto ou Nelson Piquet.
Il se dirigea ensuite chez McLaren en 1995, en tant que mécanicien en chef de la voiture de Mika Häkkinen. Mais il prit la direction de l'écurie Stewart Grand Prix dès la fin de la saison.
Il fit son retour au sein de McLaren en 2000, en tant qu'ingénieur système, avant de devenir l'assistant de l'ingénieur de course de David Coulthard, aux côtés de Phil Prew. En 2005, McLaren disposait d'une 3e voiture pour les essais libres. David fut nommé ingénieur en chef de cette voiture, tout en voyant son rôle s'accroitre au niveau de l'équipe opérationnelle.
David Redding fut nommé Directeur des opérations de course au début de la saison 2009, avant de devenir Team Manager après le 1er Grand Prix.
En 2017, David Redding quitte McLaren, pour rejoindre le Williams F1 Team, toujours en qualité de Team Manager.